# Jericho (Arkansas)
Jericho es un pueblo ubicado en el condado de Crittenden en el estado estadounidense de Arkansas. En el Censo de 2010 tenía una población de 119 habitantes y una densidad poblacional de 97,14 personas por km².

## Geografía
Jericho se encuentra ubicado en las coordenadas 35°17′9″N 90°13′45″O / 35.28583, -90.22917. Según la Oficina del Censo de los Estados Unidos, Jericho tiene una superficie total de 1.23 km², de la cual 1.23 km² corresponden a tierra firme y (0%) 0 km² es agua.

## Demografía
Según el censo de 2010, había 119 personas residiendo en Jericho. La densidad de población era de 97,14 hab./km². De los 119 habitantes, Jericho estaba compuesto por el 1.68% blancos, el 97.48% eran afroamericanos, el 0% eran amerindios, el 0% eran asiáticos, el 0% eran isleños del Pacífico, el 0.84% eran de otras razas y el 0% pertenecían a dos o más razas. Del total de la población el 0.84% eran hispanos o latinos de cualquier raza.